# David Mora (torero)
Pour les articles homonymes, voir David Mora et Mora.
David Mora est un matador espagnol, né le 5 février 1981 à Madrid.  Fils d'un carrossier, il est issu de l'école taurine d’Alcorcon puis de celle de Madrid.

## Présentation
Il vit à Borox, dans la province de Tolède. 
Il prend son alternative le 31 août 2006 dans les arènes de Borox devant le toro Peludo de la ganadería d'Alcurrucén (deux oreilles), avec Enrique Ponce comme parrain et Sébastien Castella pour témoin.
Sa confirmation d'alternative intervient aux arènes de Las Ventas de Madrid le 9 mai 2009 devant le toro Cantaor de la ganaderia Salvador Domecq (ovation).
En 2011 il a reçu le prix Claude Popelin en France.
Le 7 septembre 2012, il est l'unique protagoniste de la corrida goyesque organisée à Aranjuez, durant la Feria del Motin, devant six toros de la ganadería d'Alcurrucén. Ce seul contre six est organisé au profit du banderillero El Chano, devenu paralysé à la suite d'une grave cornada reçue le 13 juillet 2012 à Ávila par un toro de La Glorieta. David Mora coupera 6 oreilles.
Le 8 septembre 2012, il coupe une oreille face à un cornu du fer de Fuente Ymbro dans les Arènes de Dax pour sa présentation dans ces arènes.
Sa confirmation d'alternative a eu lieu à Mexico le 7 novembre 2012.